# Robert Andersson (rokometaš)
Robert Andersson, švedski rokometaš, * 24. november 1969.
Leta 1992 je na poletnih olimpijskih igrah v Barceloni v sestavi švedske reprezentance osvojil srebrno olimpijsko medaljo. Uspeh je ponovil še leta 1996.